# Многоугольник Петри
| Перспектива | Развёртка         | Ортогональная    |
| Петри       | Диаграмма Шлегеля | Вершинная фигура |

Многоугольник Петри для правильного многогранника в размерности {\displaystyle n} — это пространственный многоугольник, такой что любые {\displaystyle (n-1)} последовательных ребра (но не {\displaystyle n}) принадлежат одной {\displaystyle (n-1)}-мерной грани.
В частности,
- Многоугольник Петри правильного многоугольника — это сам правильный многоугольник.
- Многоугольник Петри трёхмерного правильного многогранника — это пространственный многоугольник, такой, что любые две последовательные стороны (но не три) принадлежат одной из граней [2].

Для любого правильного многогранника существует ортогональная проекция на плоскость, при которой многоугольник Петри становится правильным многоугольником, содержащим внутри себя все остальные части проекции. При этом плоскость, на которую производится проекция, является плоскостью Коксетера группы симметрии многоугольника, а число сторон {\displaystyle h} является числом Коксетера группы Коксетера. Эти многоугольники и спроецированные графы полезны для показа структур симметрии правильных многогранников большой размерности.

## История

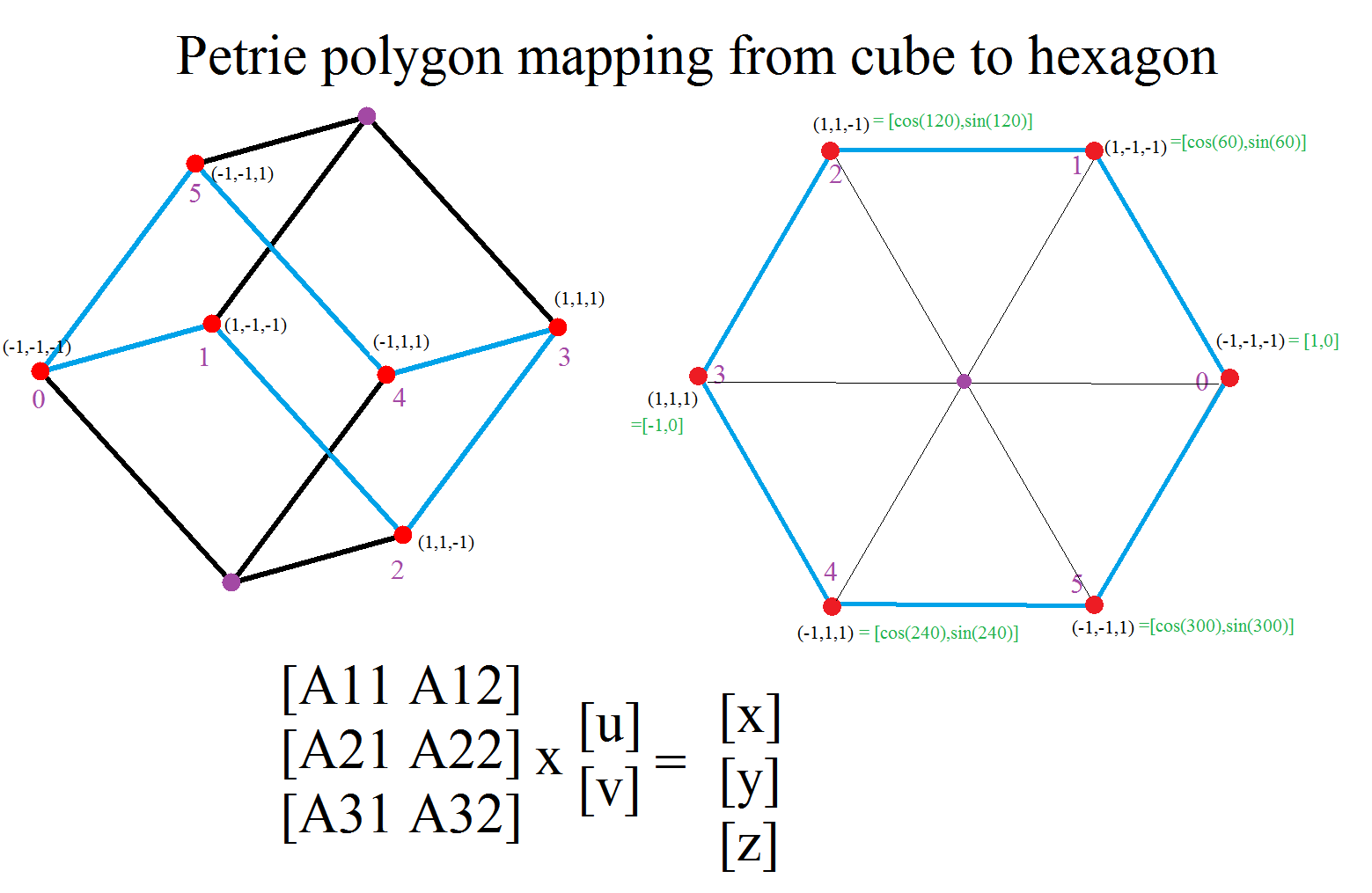
Многоугольник Петри для куба — пространственный шестиугольник, проходящий через 6 из 8 вершин. Пространственный многоугольник Петри можно рассматривать как правильный плоский многоугольник после ортогональной проекции.

Джон Флиндерс Петри (1907—1972) был единственным сыном египтолога Флиндерса Петри. Он родился в 1907 и уже школьником показал замечательные математические способности. При полной концентрации он мог ответить на сложные вопросы о четырёхмерных объектах путём их визуализации.
Он первым обратил внимание на важность правильных пространственных многоугольников, которые возникают на поверхностях правильных многогранников. Коксетер в 1937 объяснил, как он и Петри начали расширять классическое понятие правильных многоугольников:
Однажды, в 1926, Дж. Ф. Петри сказал мне в большом возбуждении, что он обнаружил два новых правильных многогранника, бесконечных, но без ложных вершин. Когда мой скептицизм начал убывать, он мне их описал — один состоит из квадратов, по шесть в каждой вершине, а другой состоит из шестиугольников, по четыре на вершину .
В 1938 Петри, Коксетер, Патрик Дюваль и Х. Т. Флазер выпустили книгу The Fifty-Nine Icosahedra (Пятьдесят девять икосаэдров) .
Понимая важность пространственных многогранников, использованных Петри, Коксетер назвал их именем своего друга, когда писал книгу Regular Polytopes (Правильные многогранники).
В 1972, через несколько месяцев после выхода на пенсию, Петри погиб, когда пытался перебежать шоссе рядом со своим домом в графстве Суррей .
Идея многоугольников Петри была позднее распространена на полуправильные многогранники.

## Многоугольники Петри правильных трёхмерных многогранников
Многоугольник Петри правильного многогранника, имеющего символ Шлефли {\displaystyle \{p,q\}}, имеет {\displaystyle h} сторон, где
{\displaystyle cos^{2}(\pi /h)=cos^{2}(\pi /p)+cos^{2}(\pi /q)}.
Многоугольники Петри двойственных правильных многогранников {\displaystyle \{p,q\}} и {\displaystyle \{q,p\}} имеют подобные проекции.
| |                              |                              |                              |                              |
| тетраэдр | куб                          | октаэдр                      | додекаэдр                    | икосаэдр                     |
| node_1 · 3 · node · 3 · node | node_1 · 4 · node · 3 · node | node_1 · 3 · node · 4 · node | node_1 · 5 · node · 3 · node | node_1 · 3 · node · 5 · node |
| центрирован пр рёбрам | центрирован по вершинам      | центрирован по граням        | центрирован по граням        | центрирован по вершинам      |
| 4 стороны | 6 сторон                     | 6 сторон                     | 10 сторон                    | 10 сторон                    |
| {\displaystyle V:(4,0)} | {\displaystyle V:(6,2)}      | {\displaystyle V:(6,0)}      | {\displaystyle V:(10,10,0)}  | {\displaystyle V:(10,2)}     |
| Многоугольники Петри являются внешними границами этих ортогональных проекций. Синим выделены «передние» рёбра, а серым цветом показаны задние рёбра. Концентрические кольца вершин вершин отсчитываются снаружи внутрь с обозначением: {\displaystyle V:(a,b,\dots )}, кончая нулём, если нет центральных вершин. |                              |                              |                              |                              |

Бесконечные правильные пространственные многоугольники (апейрогоны) можно также определить как многоугольники Петри для правильных мозаик, имеющих углы 90, 120 и 60 градусов (для квадратных, шестиугольных и треугольных граней соответственно).
Бесконечные правильные пространственные многоугольники существуют также в качестве многоугольников Петри для правильных гиперболических мозаик, подобных треугольной мозаике порядка 7 {3,7}:

## Многоугольники Петри правильных многогранников в четырёхмерном пространстве (4-многогранников)
Можно определить также многоугольники Петри правильных многогранников в четырёхмерном пространстве {p, q ,r}.
| · {3,3,3} · пятиячейник · 5 сторон · V:(5,0)                   | · {3,3,4} · шестнадцатиячейник · 8 сторон · V:(8,0)                   | · {4,3,3} · тессеракт · 8 сторон · V:(8,8,0)                |
| · {3,4,3} · Двадцатичетырёхъячейник · 12 сторон · V:(12,6,6,0) | · {5,3,3} · Стодвадцатиячейник · 30 сторон · V:((30,60)3,603,30,60,0) | · {3,3,5} · Шестисотячейник · 30 сторон · V:(30,30,30,30,0) |

## Проекции многоугольников правильных и однородных многогранников размерности 4 и выше
Проекции многоугольников Петри наиболее полезны для визуализации многогранников размерности 4 и выше. Таблица представляет многоугольники Петри трёх семейств правильных многогранников (симплексы, гиперкубы, ортоплексы) и исключительных простых групп Ли En, которые образуют полуправильные и однородные многогранники для размерностей от 4 до 8.
| I2(p) | Dn |

| E6 | E7 | E8 | F4 | G2 |

## Двойственный Петри
Для обсуждения двойственных многоугольников Петри введём понятие схема 
Неформально, схема P — это семейство многоугольников (которые могут быть бесконечноугольными), такое, что
- Любые два многоугольника имеют общее ребро или вершину, либо не пересекаются вовсе.
- Каждое ребро принадлежит ровно двум многоугольникам.
- Многоугольники, содержащие выбранную вершину, образуют один цикл смежных многоугольников (имеющих общие рёбра).
- Любые два многоугольника связаны цепочкой смежных многоугольников.

Схема P будет иметь группу автоморфизмов Γ (P) и P называется регулярной, если Γ (P) транзитивна на множестве
F (P) флагов P. Если регулярная схема P имеет p-угольные грани и q-угольные вершинные фигуры, то говорят, что она имеет (Шлефли) тип {p, q}.
Любой правильный многогранник или бесконечногранник порождает регулярную схему естественным образом.

Петри двойственный (Петриал) правильного многогранника — это регулярная схема, вершины и рёбра которой соответствуют вершинам и рёбрам исходного многогранника, а гранями являются множество многоугольников Петри. Эта схема обозначается как оператор π (в виде верхнего индекса) над правильным многогранником. Каждое ребро принадлежит двум граням (многоугольникам Петри) .
Петриал тетраэдра, {3,3}π, имеет 4 вершины, 6 рёбер и 3 квадратные грани (в виде пространственных квадратов, то есть вершины квадрата не лежат в одной плоскости). Имея эйлерову характеристику χ = 1, петриал топологически идентичен полукубу {4,3}/2.
Петриал куба, {4,3}π, имеет 8 вершин, 12 рёбер и 4 пространственных шестиугольника, показанных красным, зелёным, синим и оранжевым на рисунке. Он имеет эйлерову характеристику 0, и его можно рассматривать как четыре шестиугольные грани тороидальной шестиугольной мозаики {6,3}(2,0).
Петриал октаэдра, {3,4}π, имеет 6 вершин, 12 рёбер и 4 пространственных шестиугольных грани. Петриал имеет эйлерову характеристику −2, и имеет отображение в гиперболическую шестиугольную мозаику 4-го порядка, {6,4}3.
Петриал додекаэдра, {5,3}π, имеет 20 вершин, 30 рёбер и 6 граней в виде пространственных додекаэдров. Его эйлерова характеристика равна −4, и он связан с гиперболической мозаикой {10,3}5.
Петриал икосаэдра, {3,6}π, имеет 12 вершин, 30 рёбер и 6 граней в виде пространственных додекаэдров. Его эйлерова характеристика равна −12, и он связан с гиперболической мозаикой {10,5}3.
| Петриал тетраэдра {3,3}π = {4,3}3 = {4,3}/2 | Петриал куба {4,3}π = {6,3}3 = {6,3}(2,0) | Петриал октаэдра {3,4}π = {6,4}3  | Петриал додекаэдра {5,3}π = {10,3}5. | Петриал икосаэдра {3,5}π = {10,5}3. |
| 3 пространственных квадрата                 | 4 пространственных шестиугольника         | 4 пространственных шестиугольника | 6 пространственных десятиугольников  | 6 пространственных десятиугольников |
| ------------------------------------------- | ----------------------------------------- | --------------------------------- | ------------------------------------ | ----------------------------------- |
|                                             |                                           |                                   |                                      |                                     |
| {4,3}3 = {4,3}/2                            | {6,3}3 = {6,3}(2,0)                       |                                   |                                      |                                     |